# Ploci Firm
Gai Tul·li Capitó Pomponià Ploci Firm, o simplement Ploci Firm (llatí: Gaius Tullius Capito Pomponianus Plotius Firmus) va ser un contemporani i fidel amic de l'emperador Otó.
Era soldat ras i d'aquesta condició va arribar a praepositus vigilibus (cap dels vigilants nocturns) i praefectus praetorii. Durant una revolta dels soldats la va dominar negociant amb cada manípul separadament i oferint una certa quantitat de diners. Quan va arribar l'última lluita d'Otó, Ploci va encoratjar a l'emperador a romandre al costat del seu exèrcit i a lluitar amb decisió.